# 1980 في جامايكا
فيما يلي قوائم الأحداث التي وقعت خلال عام 1980 في جامايكا.

## سياسة

### انتهاء فترة المنصب
- 1 يناير – بي. جيه. باترسون وزير الخارجية والتجارة الخارجية.

## موسيقى

### أغاني
من الأغاني التي صدرت هذه السنة في جامايكا:
- 1 أكتوبر – ريدمبشن سونغ من غناء بوب مارلي.

## مواليد

### أبريل
- 13 أبريل – فابيان تايلور لاعب كرة قدم جامايكي.

### مايو
- 2 مايو – رونيتا سميث عداءة سرعة جامايكية.

### يونيو
- 25 يونيو – جيرمين جونسون لاعب كرة قدم جامايكي.

### أغسطس
- 18 أغسطس – داميون ستيوارت لاعب كرة قدم جامايكي.

### سبتمبر
- 23 سبتمبر – دوايت توماس

### نوفمبر
- 6 نوفمبر – داماني رالف لاعب كرة قدم جمايكي.
- 25 نوفمبر – ألين بايلي عداءة سرعة جامايكية.